# Higher (песня Тайо Круса)
«Higher» — пятый сингл второго студийного альбома английского певца Тайо Круса Rokstarr. Он был написан и спродюсирован Крусом и Сэнди Ви и был выпущен 26 ноября 2010 года. Изначально эта песня была написана для альбома австралийской певицы Кайли Миноуг «Aphrodite», но планы сорвались. Однако Крус и Миноуг записали версию песни для европейского релиза, в то время как американский рэпер Трэви Маккой записал приглашенный рэп для американского релиза. В бразильской и британской версиях части рэпа Маккоя смешаны с версией Миноуг. Версии в альбоме Круса содержат сольный вокал Круса без приглашенного вокалиста, а отредактированная версия сольной версии была добавлена в плейлист Radio Disney.

## Живые выступления
30 октября 2010 года Крус и Миноуг появились на Starfloor и исполнили эту песню в качестве нового сингла. Крус и Маккой исполнили песню на Z100's Jingle Ball 2010 16 декабря 2010 года. Крус и Кимберли Уайатт исполнили песню в программе ITV «Daybreak» 14 февраля 2011 года и в программе BBC «Let's Dance for Comic Relief» 19 февраля 2011 года. Также в феврале 2011 года Крус появилась на T4 с Джейд Юэн, которая заменила Миноуг, поскольку та была недоступна для шоу. 20 ноября 2011 года Кристина Гримми выступила на 39-й церемонии вручения премии American Music Awards 2011 вместе с Тайо Крусом в особом исполнении «Higher».

## Музыкальное видео
Европейское видео с участием Круса и Миноуг было снято Алексом Херроном и выпущено 19 ноября 2010 года. Американская версия с участием Маккоя была выпущена в тот же день. В обеих версиях Крус и либо Миноуг, либо Маккой присутствуют на подземном складе с живой группой.

## Статистика
«Higher» дебютировал в чарте синглов ARIA под номером 77, где после нескольких недель пребывания в чарте достиг пиковой позиции под номером 25. Сингл дебютировал в чарте синглов RIANZ 30 ноября 2010 года на 32-й строчке, в итоге поднявшись на пятую строчку. На неделе, закончившейся 1 января 2011 года, версия песни «Higher» Трэви Маккоя дебютировала в американском «Billboard Hot 100» на 80-й строчке, поднявшись на 39 позиции до 41-й на следующей неделе. Пять недель спустя сингл достиг нового пика — 24-го места. Синглу также удалось дебютировать в UK Singles Chart на 60-м месте 16 января 2011 года; поднявшись на 37-е место на следующей неделе, полностью основываясь на загрузках только версии альбома. После своего полного физического освобождения он поднялся на свою пиковую позицию под номером 8. В Великобритании американская версия песни вошла в B-плейлист Radio 1, в то время как версия сингла (с Кайли Миноуг) вошла в B-плейлист Radio 2.

## Список композиций
- Digital download[1] (Released: 10 November 2010, United Kingdom)

1. «Higher» — 3:07

- Digital download[2] (Released: 26 November 2010, Europe, Australia and Canada)

1. «Higher» (featuring Kylie Minogue) — 3:07

- Digital download[3] (Released: 13 December 2010, Brazil)

1. «Higher» (featuring Kylie Minogue and Travie McCoy) — 3:22

- Digital download[4] (Released: 20 December 2010, United States, Canada and Australia)

1. «Higher» (featuring Travie McCoy) — 3:40

- German CD single[5] (Released: 26 December 2010, Germany and France)

1. «Higher» (featuring Kylie Minogue) — 3:09
2. «Little Lion Man» (BBC Live Version) — 2:48

- Digital single[6]

1. «Higher» (Extended Mix) — 7:06
2. «Higher» (Mixshow Edit) — 5:36

- Digital download — EP[7]

1. «Higher» (feat. Kylie Minogue & Travie McCoy) — 3:22
2. «Higher» (feat. Travie McCoy) — 3:39
3. «Higher» (DJ Wonder Remix) — 3:55
4. «Higher» (7th Heaven Club Mix) — 6:31
5. «Higher» (Club Junkies Remix) — 5:42

- The Remixes — Digital EP[8]

1. «Higher» (Jody Den Broeder Radio Mix) — 3:30
2. «Higher» (Wideboys Radio Mix) — 3:39
3. «Higher» (Ultimate High Radio Mix) — 3:42
4. «Higher» (Jody Den Broeder Club Mix) — 6:18
5. «Higher» (Wideboys Club Mix) — 6:11
6. «Higher» (Ultimate High Club Mix) — 6:32
7. «Higher» (Jody Den Broeder Dub) — 6:03
8. «Higher» (Wideboys Dub) — 6:11
9. «Higher» (Ultimate High Dub) — 6:18

## Чарты
| Chart (2010—2011)                         | Peak position |
| ----------------------------------------- | ------------- |
| Австралия (ARIA)                          | 25            |
| Австрия (Ö3 Austria Top 40)               | 3             |
| Бельгия/Фландрия (Ultratop 50)            | 12            |
| Бельгия/Валлония (Ultratop 50)            | 9             |
| Канада (Billboard Canadian Hot 100)       | 13            |
| СНГ (TopHit)                              | 10            |
| Финляндия (Suomen virallinen lista)       | 7             |
| Франция (SNEP)                            | 7             |
| Германия (GfK)                            | 3             |
| Global Dance Tracks (Billboard)           | 8             |
| Венгрия (Rádiós Top 40)                   | 4             |
| Ирландия (IRMA)                           | 7             |
| Luxembourg Digital Songs (Billboard)      | 1             |
| Нидерланды (Dutch Top 40)                 | 7             |
| Нидерланды (Single Top 100)               | 15            |
| Mexico Ingles Airplay (Billboard)         | 10            |
| Новая Зеландия (Recorded Music NZ)        | 5             |
| Норвегия (VG-lista)                       | 2             |
| Польша (Polish Airplay Top 100)           | 2             |
| Poland (Dance Top 50)                     | 31            |
| Romania (Romanian Top 100)                | 49            |
| Россия (TopHit)                           | 10            |
| Словакия (Rádio — Top 100)                | 5             |
| Испания (PROMUSICAE)                      | 16            |
| Spain (Airplay Chart)                     | 6             |
| Швеция (Sverigetopplistan)                | 18            |
| Швейцария (Schweizer Hitparade)           | 4             |
| Шотландия (OCC Scotland)                  | 6             |
| Великобритания (OCC UK Singles)           | 8             |
| Великобритания (OCC UK Singles Downloads) | 8             |
| Украина (TopHit)                          | 80            |
| США (Billboard Hot 100)                   | 24            |
| США (Billboard Dance Club Songs)          | 1             |
| США (Billboard Dance/Mix Show Airplay)    | 6             |
| США (Billboard Latin Pop Airplay)         | 40            |
| США (Billboard Pop Airplay)               | 13            |
| США (Billboard Rhythmic)                  | 24            |

| Chart (2011)                          | Position |
| ------------------------------------- | -------- |
| Austria (Ö3 Austria Top 40)           | 20       |
| Belgium (Ultratop Flanders)           | 88       |
| Belgium (Ultratop Wallonia)           | 80       |
| Canada (Canadian Hot 100)             | 58       |
| France (SNEP)                         | 21       |
| Germany (Official German Charts)      | 18       |
| Hungary (Rádiós Top 40)               | 12       |
| Poland (Dance Top 50)                 | 94       |
| Russia Airplay (TopHit)               | 75       |
| Switzerland (Schweizer Hitparade)     | 27       |
| UK Singles (Official Charts Company)  | 70       |
| US Dance Club Songs (Billboard)       | 3        |
| US Dance/Mix Show Airplay (Billboard) | 33       |

| Chart (2011)                 | Position |
| ---------------------------- | -------- |
| Netherlands (Dutch Top 40)   | 35       |
| Netherlands (Single Top 100) | 94       |

## Сертификаты и продажи
| Регион | Сертификация | Продажи    |
| --- | ------------ | ---------- |
| Австралия (ARIA) | Золотой      | 35 000^    |
| Австрия (IFPI Austria) | Платиновый   | 30 000*    |
| Канада (Music Canada) | Платиновый   | 80 000*    |
| Германия (BVMI) | Платиновый   | 300 000    |
| Новая Зеландия (RMNZ) | Золотой      | 7500*      |
| Швеция (GLF) | Золотой      | 20 000     |
| Швейцария (IFPI Switzerland) | Платиновый   | 30 000^    |
| Великобритания (BPI) | Золотой      | 338,000    |
| США (RIAA) | Платиновый   | 1 000 000* |
| * Данные о продажах приведены только на основе сертификации. · ^ Данные о тиражах приведены только на основе сертификации. · Данные о продажах + прослушиваниях приведены только на основе сертификации. |              |            |

## Хронология релиза
| Регион         | Дата            | Формат                         | Версия                                   |
| -------------- | --------------- | ------------------------------ | ---------------------------------------- |
| Великобритания | 10 ноября 2010  | Digital download               | Solo Version                             |
| Дания          | 26 ноября 2010  | Digital download               | Featuring Kylie Minogue                  |
| Австралия      | 26 ноября 2010  | Digital download               | Featuring Kylie Minogue                  |
| Финляндия      | 26 ноября 2010  | Digital download               | Featuring Kylie Minogue                  |
| Бельгия        | 26 ноября 2010  | Digital download               | Featuring Kylie Minogue                  |
| Канада         | 7 декабря 2010  | Digital download               | Featuring Kylie Minogue                  |
| Австрия        | 10 декабря 2010 | Digital download               | Featuring Kylie Minogue                  |
| Австралия      | 10 декабря 2010 | Digital download               | Featuring Kylie Minogue                  |
| Италия         | 10 декабря 2010 | Digital download               | Featuring Kylie Minogue                  |
| Финляндия      | 10 декабря 2010 | Digital download               | Featuring Kylie Minogue                  |
| Дания          | 10 декабря 2010 | Digital download               | Featuring Kylie Minogue                  |
| Бельгия        | 10 декабря 2010 | Digital download               | Featuring Kylie Minogue                  |
| Германия       | 13 декабря 2010 | Digital download               | Featuring Kylie Minogue                  |
| Бразилия       | 13 декабря 2010 | Digital download               | Featuring Kylie Minogue and Travie McCoy |
| Австралия      | 17 декабря 2010 | Digital download               | Featuring Travie McCoy                   |
| США            | 20 декабря 2010 | Digital download               | Featuring Travie McCoy                   |
| Канада         | 20 декабря 2010 | Digital download               | Featuring Travie McCoy                   |
| Великобритания | 19 января 2011  | Digital download               | Featuring Kylie Minogue                  |
| Франция        | 31 января 2011  | CD single                      | Featuring Kylie Minogue                  |
| США            | 1 февраля 2011  | Digital download — The Remixes | Featuring Kylie Minogue or Travie McCoy  |
| Великобритания | 7 февраля 2011  | Digital download               | Featuring Kylie Minogue or Travie McCoy  |